# Acrotriche divaricata
Acrotriche divaricata är en ljungväxtart som beskrevs av Robert Brown. Acrotriche divaricata ingår i släktet Acrotriche och familjen ljungväxter. Inga underarter finns listade i Catalogue of Life.